# Xianjuemiao Shuiku
Xianjuemiao Shuiku är en reservoar i Kina. Den ligger i provinsen Hubei, i den centrala delen av landet, omkring 150 kilometer nordväst om provinshuvudstaden Wuhan. Xianjuemiao Shuiku ligger 98 meter över havet. Arean är 8,2 kvadratkilometer. Trakten runt Xianjuemiao Shuiku består till största delen av jordbruksmark. Den sträcker sig 6,3 kilometer i nord-sydlig riktning, och 6,1 kilometer i öst-västlig riktning.
Genomsnittlig årsnederbörd är 1 211 millimeter. Den regnigaste månaden är augusti, med i genomsnitt 187 mm nederbörd, och den torraste är december, med 12 mm nederbörd.